# The Sunshine Underground
The Sunshine Underground – brytyjski zespół indie rockowy pochodzący z Leeds, który swoją nazwę wziął od tytułu piosenki The Chemical Brothers. Sami muzycy określają siebie jako „party band”.

## Historia
Zespół powstał w Shrewsbury i Telford a uformował się podczas uczęszczania członków do New College w Telfordzie. Po studiach muzycy udali się do Leeds, gdzie zaczęli tworzyć swoją muzykę. Po udanej trasie koncertowej, gdzie grali jako support LCD Soundsystem, zespół otrzymał nagrodę „Live Band of the Year” na Leeds Music Awards.

## Skład
- Craig Wellington – wokal i gitara
- Stuart Jones – gitara
- Matthew Gwilt – perkusja
- Daley Smith – gitara basowa

### Muzycy koncertowi
- Scott Edge – gitara basowa

## Dyskografia

### Dema
- My Army EP (2004)

### Albumy
- Raise the Alarm (28 sierpnia 2006 – City Rockers)
- Nobody's Coming to Save You (1 lutego 2010 – City Rockers/EMI)

### Minialbumy
- Everything, Right Now EP (16 listopada 2009)
- Put You in Your Place (Remixes) (6 czerwca 2011 – EMI)

### Kompilacje
- Raise The Alarm B-Sides & Remixes (6 czerwca 2011 – EMI)

### Single
| Rok  | Utwór                            | Album                      |
| ---- | -------------------------------- | -------------------------- |
| 2005 | Put You in Your Place            | singiel bezalbumowy        |
| 2006 | Commercial Breakdown             | singiel bezalbumowy        |
| 2006 | What You Like                    | singiel bezalbumowy        |
| 2006 | I Ain't Losing Any Sleep         | Raise the Alarm            |
| 2006 | Put You in Your Place (reedycja) | Raise the Alarm            |
| 2006 | Commercial Breakdown (reedycja)  | Raise the Alarm            |
| 2007 | Borders                          | Raise the Alarm            |
| 2010 | In Your Arms                     | Nobodys Coming to Save You |
| 2010 | Coming to Save You               | Nobodys Coming to Save You |
| 2010 | We've Always Been Your Friends   | Nobodys Coming to Save You |
| 2010 | Spell It Out                     | Nobodys Coming to Save You |
| 2013 | It Is Only You                   | singiel bezalbumowy        |